# Cydia tonosticha
Cydia tonosticha é uma espécie de mariposa da família Tortricidae. 
Embora não se trate de um inseto de interesse econômico, pode ocorrer como uma praga de favas da árvore Cássia Imperial (Cassia fistula), o que a torna comum a alguns ambientes urbanos, já que essa árvore é utilizada em paisagismo devido sua boa capacidade de sombreamento.